# Sophie Broustal
 (juin 2017).
- Si vous ne connaissez pas le sujet, laissez ce bandeau (vous pouvez alors contacter les auteurs).
- Si vous supprimez le contenu mis en cause (vous pouvez préalablement contacter les auteurs),

argumentez précisément cette suppression dans la page de discussion
(un manque de référence n'est pas un argument ; une recherche réelle de référence doit avoir été effectuée, être formellement documentée).
Sophie Broustal est une actrice française, née en 1967. Elle est mariée à Bruno Todeschini.

## Biographie
Issue d'une famille d'origine bretonne de Trappes n'appartenant pas au monde du spectacle, elle aspire très tôt au métier de comédienne et suit des cours de théâtre.[réf. nécessaire]
Elle réussit l'examen d'entrée à la classe libre du cours Florent dirigée par Francis Huster, avant d'intégrer le Conservatoire national supérieur d'art dramatique à l'issue d'un concours[réf. nécessaire]. C'est à cette époque que Christian Vincent lui confie un rôle dans La Discrète grâce auquel les producteurs de Nestor Burma vont la repérer, ainsi que Michel Deville qui lui propose l'un des rôles principaux de Toutes peines confondues aux côtés de Jacques Dutronc, Patrick Bruel et Mathilda May. Elle tourne alors pour Claude Pinoteau dans Cache cash et Jacques Deray dans Un crime, partageant l'affiche avec Alain Delon et Manuel Blanc. Tournant professionnel, elle entame une seconde carrière à la télévision et au théâtre avec le rôle de Léontine  dans Monsieur chasse !, puis dans Rastignac ou les Ambitieux.

## Filmographie

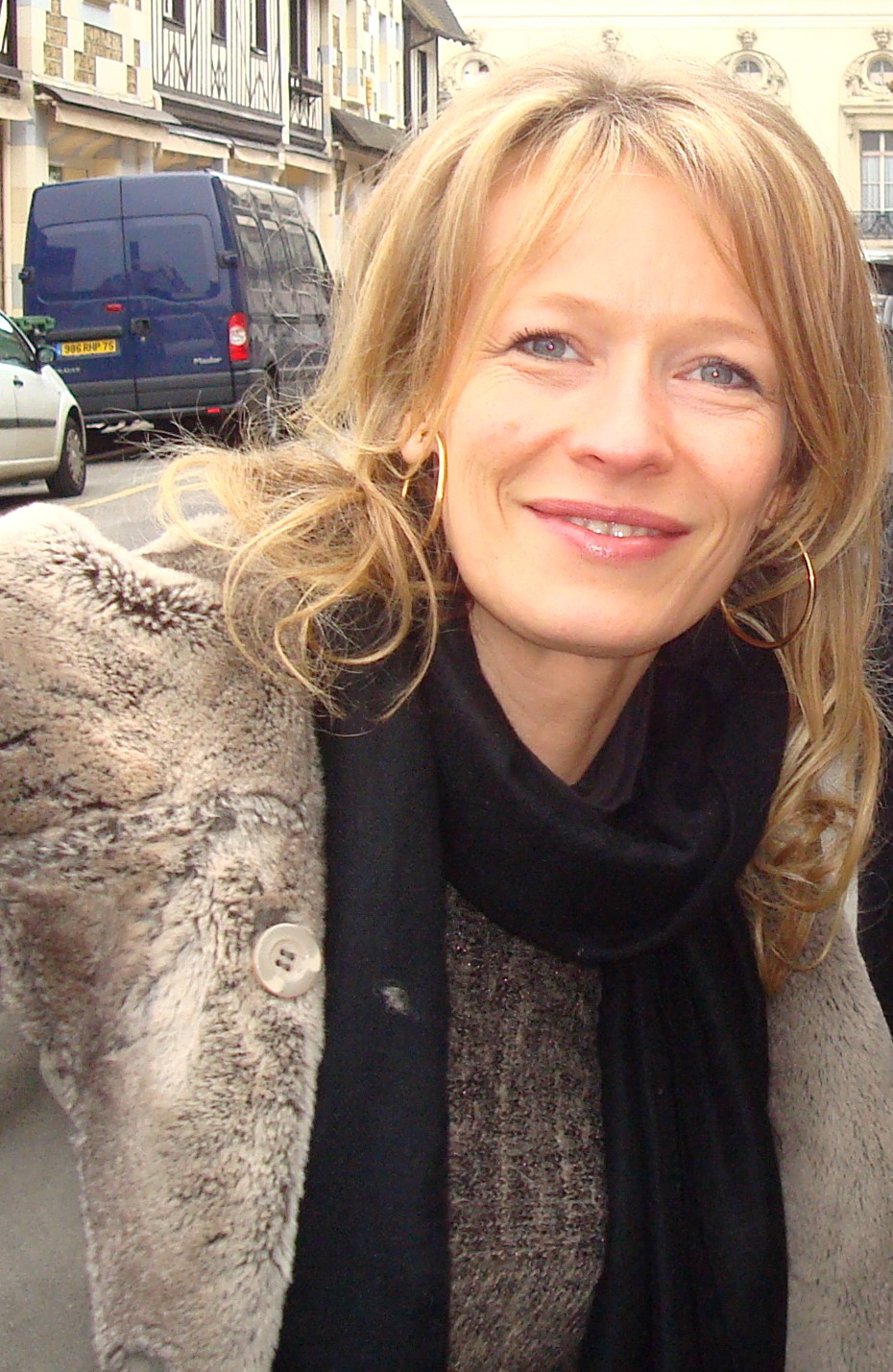
Sophie Broustal en 2010.

### Cinéma

#### Longs métrages
- 2022 : Un an, une nuit d'Isaki Lacuesta
- 2012 : Une nuit de Philippe Lefebvre
- 2008 : The Sword with No Name de Youg-Gyun Kim
- 2007 : Le Candidat de Niels Arestrup
- 2002 : Comme si de rien n'était de Pierre-Olivier Mornas
- 2002 : Quand je vois le soleil de Jacques Cortal
- 1998 : Hygiène de l'assassin de François Ruggieri d'après Amélie Nothomb
- 1994 : Le Journal de Luca de Giacomo Battiato
- 1994 : Du fond du cœur de Jacques Doillon
- 1993 : Cache cash de Claude Pinoteau
- 1993 : Un crime de Jacques Deray
- 1991 : Toutes peines confondues  de Michel Deville
- 1990 : La Discrète de Christian Vincent

#### Courts métrages
- 2014 : Laisse-moi vivre de Bertrand Boutillier
- 2006 : Le Chirurgien : Le monde selon Alfred de Yoel Dahan
- 2001 : 24/24 de Bertrand Eluerd, Antoine Raimbault
- 2000 : Les Petits Chevaux de Pierre-Olivier Mornas
- 1999 : Le Square de Valérie Vernhes Cottet

### Télévision
- 2021 : Sacha (mini-série), de Léa Fazer
- 2018 : Une mère sous influence, d'Adeline Darraux
- 2017 : Quartier des Banques (série) : Agathe
- 2017 : La Loi de Julien de Christophe Douchand
- 2016 : La Stagiaire : Mathilde Jacquetti (saison 1 - épisode 4)
- 2015 : La Vie devant elles de Gabriel Aghion
- 2014 : Crime en Lozère de Claude-Michel Rome
- 2014 : Le sang de la vigne (épisode no 10)
- 2013 : Commissaire Magellan
- 2011 : Braquo (saison 2) de Philippe Haïm et Éric Valette
- 2011 : Corps perdus d'Alain Brunard
- 2007 : Divine Émilie d'Arnaud Sélignac
- 2006-2010 : Équipe médicale d'urgence, d'Étienne Dhaene : Caroline Jeunemaitre, standardiste à la régulation
- 2005 : Blessures profondes (Navarro S18 ép.5) de Patrick Jamain
- 2006 : Avec le temps de Marian Handwerker
- 2006 : Du goût et des couleurs de Michaëla Watteaux
- 2005 : Sans raison apparente (Fabien Cosma no 13) de Bruno Garcia
- 2005 : Les Rois maudits de Josée Dayan (série) : rôle de Jeanne de Divion
- 2005 : Un lendemain matin de Marian Handwerker
- 2005 : Les Mariages d'Agathe - Le Père d'emprunt (Les Mariages d'Agathe no 1) de Stéphane Kappes
- 2004 : Édition spéciale (Le Grand Patron no 14) de Christian Bonnet
- 2003 : Les Enfants du miracle - Première époque : 1979-1983 - Seconde époque : 1993-2002 de Sébastien Grall
- 2002 : La Femme de l'ombre de Gérard Cuq
- 2002 : Lune Rousse de Laurent Dussaux
- 2001 : Le Miroir d'Alice - Les Jumelles de Marc Rivière
- 2000 : Rastignac ou les Ambitieux d'Alain Tasma
- 1999 : ''Justice de Gérard Marx
- 1999 : Les Sept Vies du docteur Laux de Jacek Gasiorowski
- 1998 : Intrigues (Justice) de Gérard Marx
- 1997 : Les complices de Serge Moati d'après Georges Simenon
- 1997 : Ma fille... cette inconnue - Vérité oblige - L’Homme de la loi de Claude-Michel Rome
- 1997 : Le Corps d'un homme de Claude-Michel Rome
- 1996 : Le Choix de la nuit de Thierry Binisti
- 1996 : La Mère de nos enfants de Jean-Louis Lorenzi
- 1996 : Meurtre d'une femme sans histoire (8e district) de Gérard Marx
- 1996 : Les Mystères de Sadjurah de Denys Granier-Deferre
- 1996 : Pour une vie ou deux de Marc Angelo
- 1995 : L'Enfant de l'absente (Le juge est une femme no 5) de Didier Albert
- 1994 : Charlotte dite 'Charlie' de Caroline Huppert
- 1994 : L'Immeuble de Gilles Béhat
- 1994 : La Voyageuse du soir d'Igaal Niddam
- 1991 : Les Cadavres de la plaine Monceau (Nestor Burma) de Claude Grinberg
- 1991 : Pas de bavards à la Muette (Nestor Burma) de Henri Helman

## Théâtre
- 2014 : La Colère du Tigre de Philippe Madral, mise en scène Christophe Lidon, Théâtre Montparnasse + tournée 2015-2016
- 2011 : Le Mec de la tombe d'à côté de Katarina Mazetti, mise en scène Panchika Velez, Théâtre des Bouffes-Parisiens
- 2010 : Le Mec de la tombe d'à côté de Katarina Mazetti, mise en scène Panchika Velez, Théâtre de la Renaissance
- 2001 : Monsieur chasse ! de Georges Feydeau, mise en scène Jean-Luc Moreau, Théâtre du Palais-Royal
- 1999 : La Question d'argent d'Alexandre Dumas Fils, mise en scène Régis Santon, Théâtre Silvia Monfort
- 1995 : Le Rire de David, mise en scène Victor Haïm

## Doublage

### Cinéma

#### Films
- Charlize Theron dans :
  - Blanche-Neige et le Chasseur (2012) : la méchante Reine Ravenna
  - Le Chasseur et la Reine des glaces (2016) : la méchante reine Ravenna
  - Fast and Furious 8 (2017) : Cipher
  - Atomic Blonde (2017) : Lorraine Broughton
  - Scandale (2019) : Megyn Kelly
  - Fast and Furious 9 (2021) : Cipher
  - Fast and Furious 10 (2023) : Cipher

- 2013 : Shadow Dancer : Kate Fletcher (Gillian Anderson)
- 2015 : Back Home : Hannah (Amy Ryan)
- 2021 : Flag Day : Patty Vogel (Katheryn Winnick)

#### Films d'animation
- 2016 : Kubo et l'Armure magique : Maman

### Télévision

#### Séries télévisées
- 2015-2020 : Occupied : Bente Norum (Ane Dahl Torp) (24 épisodes)